# Bree (Limburgo)
Bree o Brée en francés, es una ciudad de Bélgica, localizada en la provincia de Limburgo.

## Demografía

### Evolución
Todos los datos históricos relativos al actual municipio, el siguiente gráfico refleja su evolución demográfica, incluyendo municipios después de efectuada la fusión el 1 de enero de 1977.
| Gráfica de evolución demográfica de Bree entre 1846 y 2020 |
|                                                            |

## Deportes
| Equipo   | Deporte | Competición                 | Estadio       | Creación |
| -------- | ------- | --------------------------- | ------------- | -------- |
| KRC Genk | Fútbol  | Primera División de Bélgica | Fenix Stadion | 1923     |

## Ciudades hermanadas
- Geldern (Alemania)
- Salomó (España)
- Volpago del Montello (Italia)
- Yangzhou (China)